# Посёлок станции 32 км
Посёлок станции 32 км — посёлок в Шатурском муниципальном районе Московской области. Входит в состав Дмитровского сельского поселения. Население — 0 чел. (2010).

## Расположение
Посёлок станции 32 км расположен в юго-западной части Шатурского района, расстояние до МКАД порядка 134 км.

## История
В 40-х годах XX века на месте посёлка был построен лесозавод, на котором сосновая смола перерабатывалась в канифоль и дёготь.
В 1944 году рядом с посёлком открыта железнодорожная ветка Кривандино-Рязановка.
Смолокуренный завод закрыли в 80-х годах, но здесь ещё несколько лет проработала пилорама.
В 1994—2004 годах посёлок входил в Шараповский сельский округ.
29 сентября 2004 года Шараповский сельский округ был упразднён, а его территория включена в состав Середниковского сельского округа.
В 2005 году образовано Дмитровское сельское поселение, куда вошёл посёлок станции 32 км.

## Население
| 2002 | 2006 | 2010 |
| ---- | ---- | ---- |
| 0    | ↗1   | ↘0   |

## Галерея

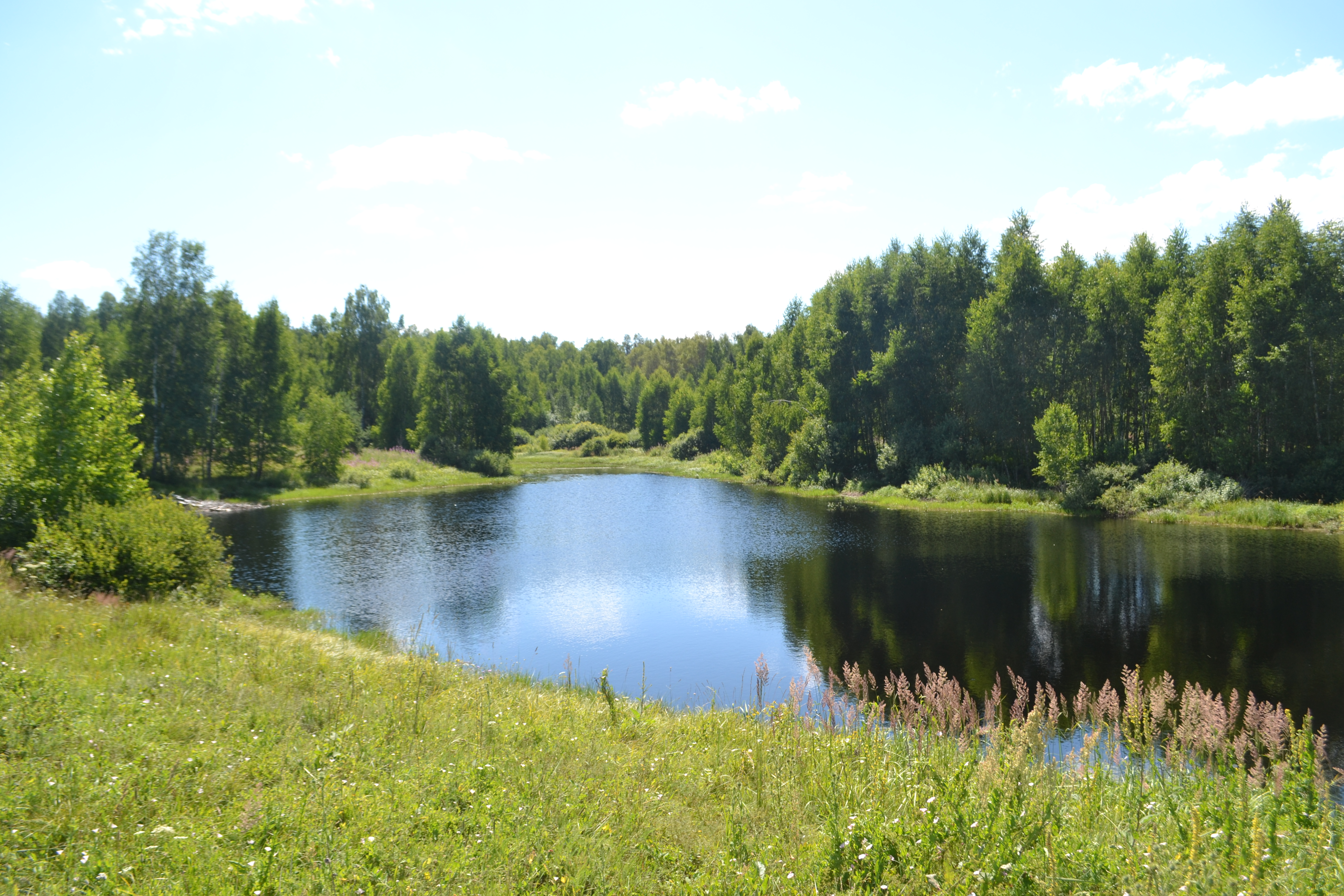
Пруд
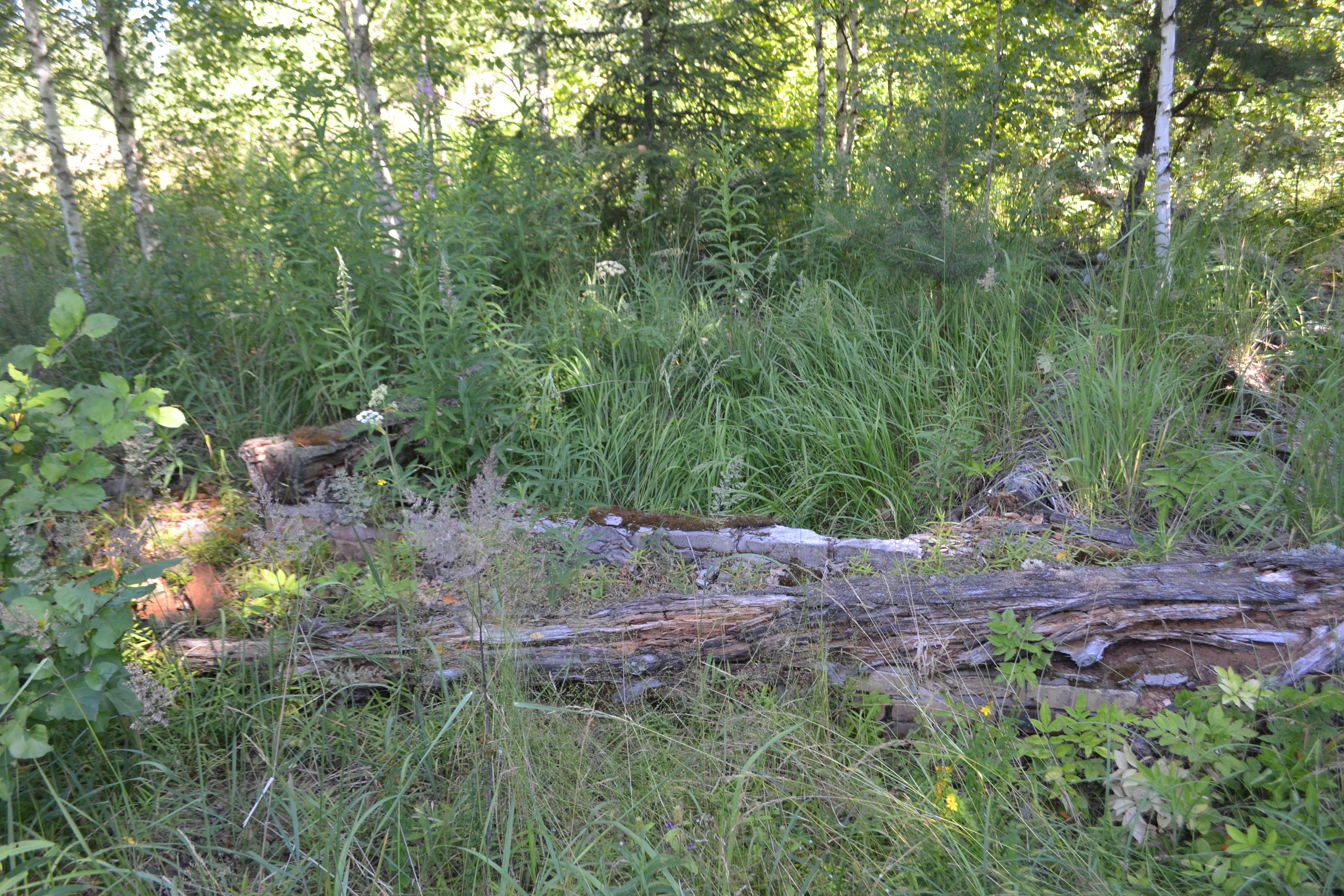
Остатки фундамента
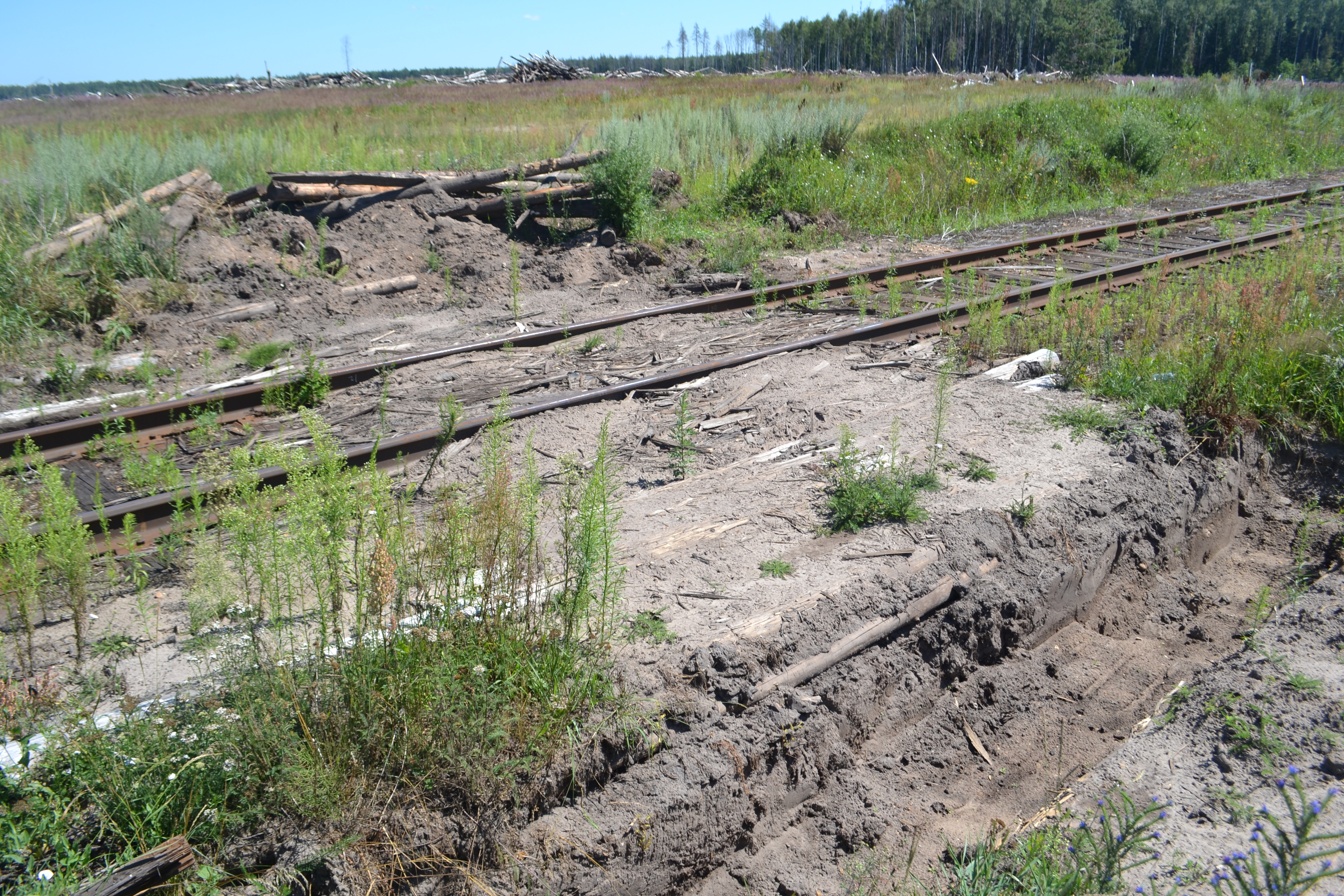
Переезд 32 км
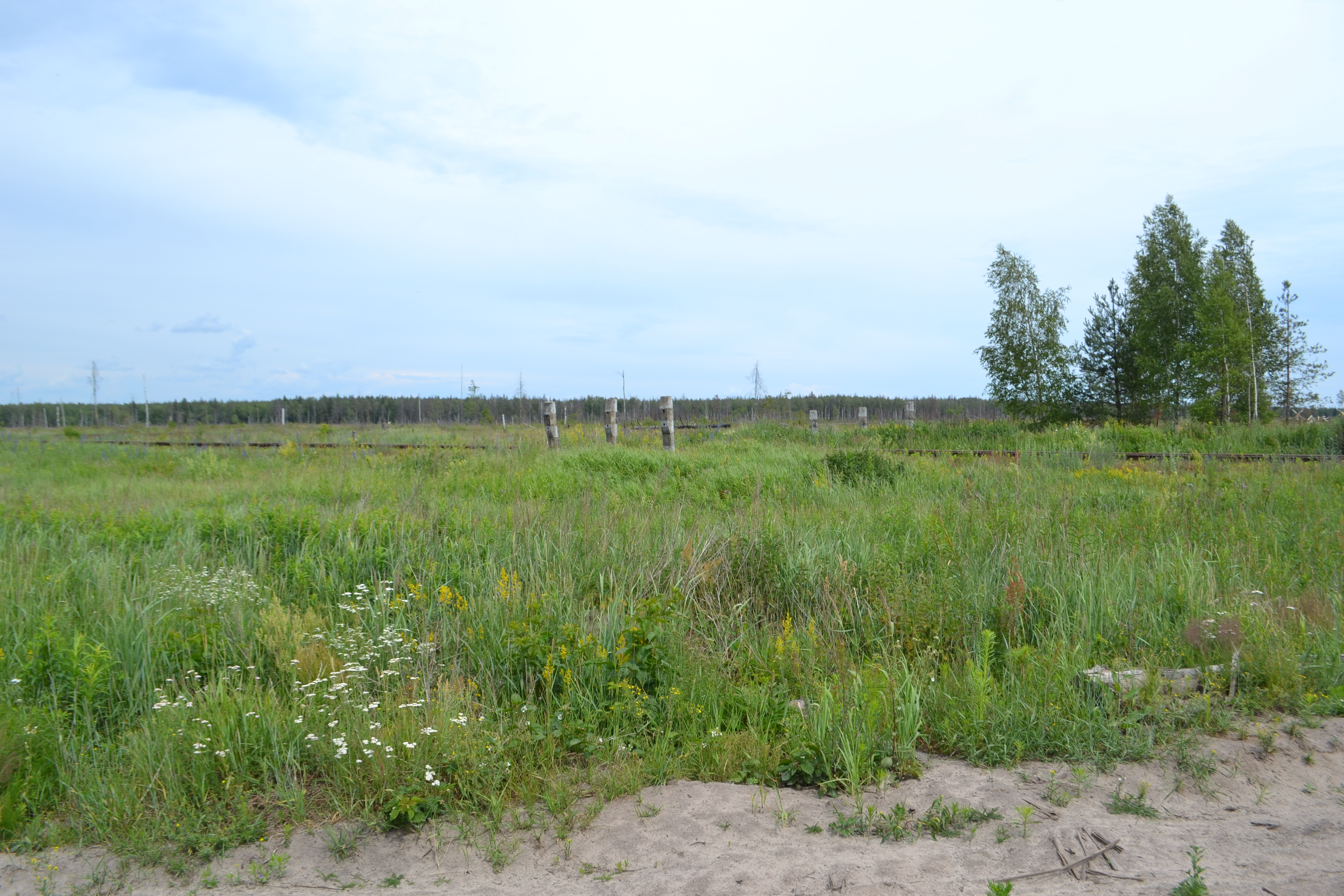
Переезд 32 км